# Font de la Salut
|  | Per a altres significats, vegeu «Font de la Salut (Tendrui)». |

La Font de la Salut és una petita construcció de pedra voltada d'escales i seients pensada com a lloc d'esbarjo als afores de la vila Guissona (Segarra) protegida com a bé cultural d'interès local. La Font de la Salut rep aquest nom per la seva dedicació a la Mare de Déu de la Salut i per les propietats curatives de les seves aigües. Actualment aquesta font està en desús, tot i que l'entorn està preparat com a espai d'esbarjo amb taules, bancs, barbacoes i enllumenat. Hi ha constància que a inicis del segle XX es van trobar monedes i restes de ceràmica, que fan pensar que aquest lloc hauria pogut ser un assentament romà de l'antiga ciutat de Iesso.
És una font de pedra d'un metre i mig d'alçada acabada en forma de semicercle. En sobresurten dues canonades de ferro que funcionen com a boques d'aigua i al centre d'aquestes hi ha una tercera boca d'aigua més grossa que les anteriors. Damunt d'aquests brolladors apareix una inscripció que resa "Font de Ntra. Sra. de la Salut 17--" (per les fons documentals aquesta data deu ser 1773, moment en què es va fer una remodelació de la font). Damunt aquesta inscripció trobem una fornícula tancada amb una reixa blanca, dins la qual hi ha una imatge de la Verge amb el Nen pintada damunt de rajoles. Per acabar, encapçalant la font, trobem una segona inscripció que diu "Restaurada 1914".